# KV42
KV42 (Kings' Valley 42) è la sigla che identifica una delle tombe della Valle dei Re in Egitto; era la tomba prediposta, verosimilmente, per la regina Hatshepsut-Meryet-Ra, Grande sposa reale del faraone Thutmosi III  (XVIII dinastia).

## Storia
Anche KV42, come le tombe KV38 e KV34 (rispettivamente di Thutmose I e III) presenta la camera sepolcrale in forma di cartiglio.
KV42 venne scoperta da Victor Loret nel 1899; lavori di scavo vennero eseguiti nel 1900 da Andraos Boutros e Howard Carter. Nel 1921 Howard Carter scoprì il deposito di fondazione che consentì di assegnare la tomba alla regina Hatshepsut-Meryet-Ra, moglie di Thutmosi III. Lavori di consolidamento delle strutture, danneggiate da inondazioni susseguitesi nei millenni, e di scavo sistematico sono stati eseguiti nel 1999 a cura del Supremo Consiglio delle Antichità.
Frammenti di suppellettili funerarie, rinvenute da Carter, dimostrarono che la struttura venne, in seguito, utilizzata da Sennefer, sindaco di Tebe durante il regno di Amenhotep II, come tomba per la propria consorte Senetnay e per una non meglio precisata Baket-Ra indicata come ornamento del re. Poiché era noto che Sennefer avesse una tomba sua propria  (TT96), studi successivi ritennero che KV42 fosse stata impiegata come deposito momentaneo del corpo di Senetnay prima del trasferimento nella tomba di famiglia e che il corpo di Baket-Ra provenisse, di fatto, dalle vicine KV26 o KV37 prima di un ulteriore trasferimento alla fine del Nuovo Regno.

## Architettura
KV42, che presenta la struttura tipica XVIII dinastia, ad asse piegato, delle tombe della XVIII dinastia non venne ultimata ed altrettanto incompleto è il sarcofago; è verosimile che non sia mai stata occupata dalla regina e che il suo corpo sia stato sepolto nella tomba del figlio, Amenhotep II (KV35).
Una ripida scalinata adduce ad un corridoio altrettanto ripido che termina in un’ulteriore scala molto ripida che, a sua volta, immette in un disimpegno da cui, con angolo retto, si diparte un corridoio in piano che adduce alla camera funeraria, in forma di cartiglio, con soffitto sorretto da due pilastri. Una piccola camera laterale, appena sbozzata, si apre sulla camera principale.
Fatta eccezione per un fregio khekeru) nella camera funeraria, peraltro non ultimato, la tomba è priva di decorazioni.

### Annotazioni
1. ↑  Le tombe vennero classificate nel 1827, dalla numero 1 alla 22, da John Gardner Wilkinson in ordine geografico. Dalla numero 23 la numerazione segue l’ordine di scoperta.
2. ↑  Verosimilmente una regina minore o una concubina.
3. ↑  Si tratta di un fregio ad imitazione di un tetto visto dall’interno

### Fonti
1. ↑  Theban Mapping Project
2. ↑  Theban Mapping Project.
3. ↑  Kent R. Weeks (2005), I tesori di Luxor e della Valle dei Re, Vercelli, White Star, pag. 415.
4. ↑  Nicholas Reeves e Richard Wilkinson, The complete valley of the Kings, New York, Thames & Hudson, 2000, p. 102.